# Tätnate
Tätnate (Groenlandia densa) är en nateväxtart som först beskrevs av Carl von Linné, och fick sitt nu gällande namn av Jules Pierre Fourreau. Tätnate ingår i släktet tätnatar, och familjen nateväxter. Enligt den svenska rödlistan är arten nationellt utdöd i Sverige. . Arten har tidigare förekommit i Götaland men är numera lokalt utdöd. Artens livsmiljö är sjöar och vattendrag.

## Bildgalleri

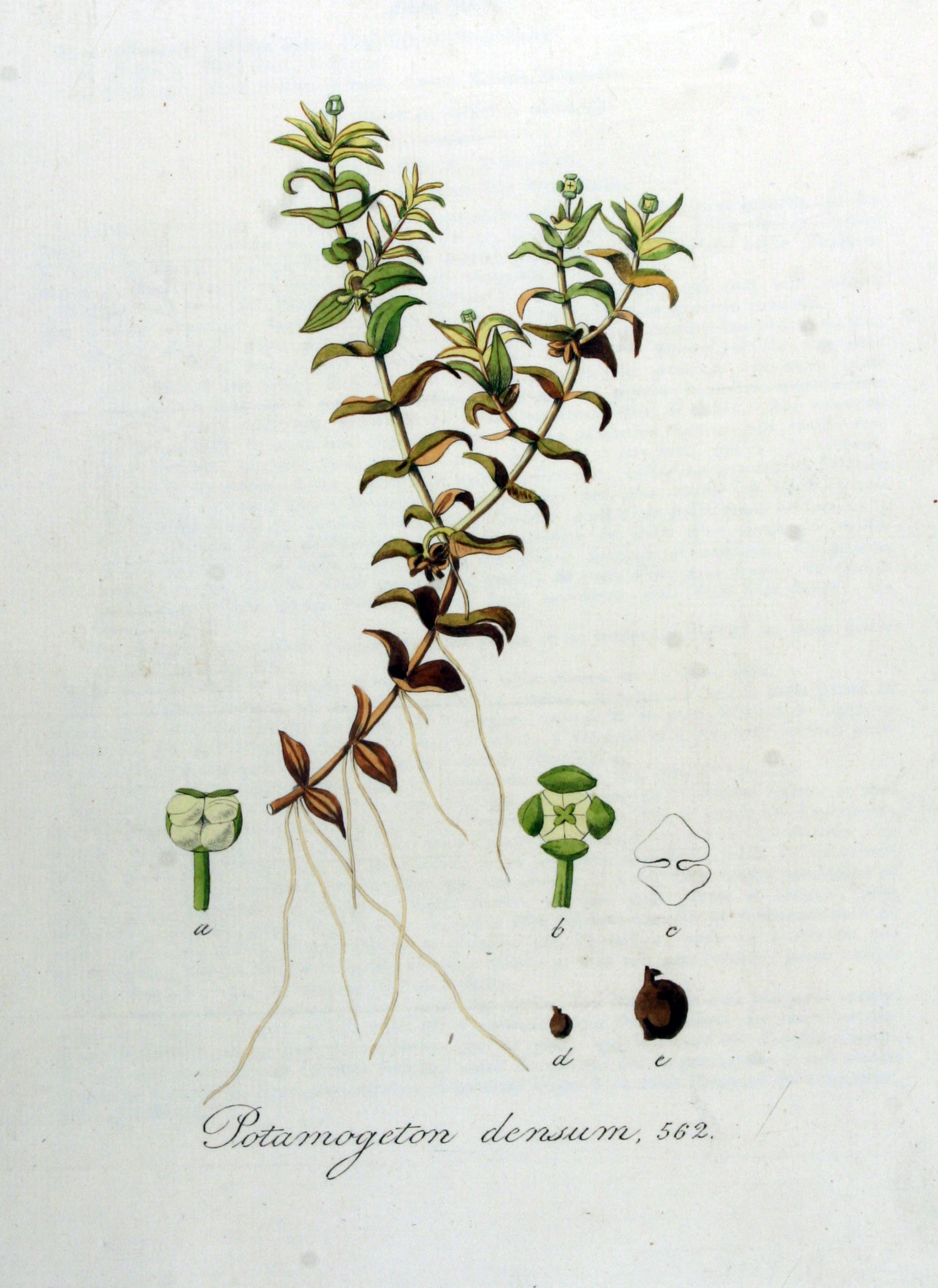